# Mall (Schiffbau)

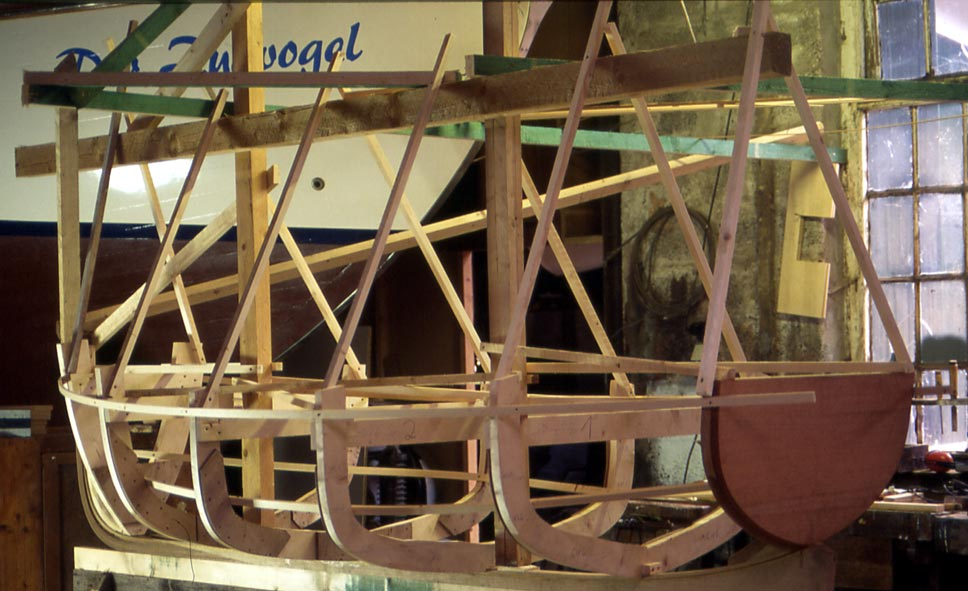
Malle zum Bau eines 3 Meter langen Klinker-Dinghis

Malle oder Mallspanten sind Schablonen, die zum Bau eines Schiffsrumpfes verwendet werden. Sie dienen als Modell des Schiffsrumpfes, auf dem die Planken des Rumpfes befestigt werden. Im Gegensatz zu Spanten werden Malle nach Fertigstellung des Rumpfes wieder entfernt und können für einen weiteren Rumpf der gleichen Bauart wiederverwendet werden. Nach dem Entfernen der Mallen werden als "echte" Spanten meist eingebogene Spanten verwendet. 